# Kalle Grundel
Kalle Grundel, född den 2 oktober 1948 i Stockholm, är en svensk rallyförare.
Grundel körde rally under Grupp B-eran på 1980-talet. Största framgången blev vinsten i Rallye Deutschland 1985.